# King David
King David (bra: Rei Davi; prt: O Rei David) é um filme britânico-estadunidense de 1985 dirigido por Bruce Beresford.

## Sinopse
No final do século XI a.C., Davi derrota Golias, o gigante. Em agradecimento, Saul, o rei de Israel, dá-lhe a mão da filha, mas acaba por desonrá-lo. Davi encontra refúgio entre os filisteus, antes de tornar-se rei e tomar Jerusalém.

## Elenco
- Richard Gere como David
  - Ian Sears como jovem David
- Edward Woodward como Saul
- Alice Krige como Bate-Seba
- Denis Quilley como Samuel
- Niall Buggy como Natã
- Cherie Lunghi como Mical
- Hurd Hatfield como Aimeleque
- Jack Klaff como Jónatas
- John Castle como Abner
- Tim Woodward como Joabe
- David de Keyser como Aitofel
- Simon Dutton como Eliabe
- Jean-Marc Barr como Absalão
  - Shimon Avidan como jovem Absalão
- Arthur Whybrow como Jessé
- Christopher Malcolm como Doegue, o Edomita
- Valentine Pelka como Samá
- Ned Vukovic como Malquisua
- Gina Bellman como Tamar
- James Coombes como Amnom
- James Lister como Urias
- Jason Carter como jovem Salomão
  - Nicholas van der Weide como adult Solomon
- Genevieve Allenbury como Ainoã
- Massimo Sarchielli como Palastu
- Aïché Nana como Ahinoab
- Ishia Bennison como Maaca
- Jenny Lipman como Abigail
- Marino Masé como Agag
- George Eastman como Golias
- Roberto Renna como Zabade
- Anton Alexander como Corredor
- Michael Müller como Abinadabe
- Mark Drewry como Isbosete
- John Gabriel como Rei Jeosafá
- Lorenzo Piani como Guardião
- John Barrard como Ancião Benjamita
- David Graham como Ancião Efraimita
- John Hallam como Portador de Armadura Filisteu
- Tomás Milián como Akiss (não creditado)

## Recepção
O filme não foi bem recebido pelos críticos, com o jornal The New York Times chamando-o de “não é um bom filme”. A revisão agregada do Rotten Tomatoes deu ao filme uma classificação de 8% ‘podre’. A atuação de Richard Gere no filme lhe rendeu uma indicação ao Framboesa de Ouro de Pior Ator, que ele perdeu para Sylvester Stallone para Rambo: First Blood Part II e Rocky IV.

## Bilheteria
Beresford disse que “O filme custou US$ 22 milhões e perdeu tudo – e muito mais. E no minuto em que o filme morreu, eu verifiquei uma lista de diretores famosos que também tiveram trabalhos que bombaram – para ver se eles voltavam com o pé direito novamente.”

## Reação de Beresford
Anos depois, Bruce Beresford disse sobre o filme:
Eu acho que há algumas coisas nele que são interessantes. Mas, eu acho que há tantas coisas que estão erradas. Nós nunca gostamos do roteiro... nós nunca pegamos a amizade entre David e Jonathan. Não havia cenas suficientes entre eles. E o próprio David – acho que Richard Gere foi mal escolhido. Ele é um ator maravilhoso, mas ele é muito melhor em peças contemporâneas.